# ЕрАЗ-3730
ЕрАЗ-3730 «Армения» — советский рамный легковой развозной фургон среднего класса, типа мульти-стоп Ереванского автомобильного завода, созданный в 1968–1971 годах на замену кузову 1950-х годов ЕрАЗ-762 (копии РАФ-977 «Латвия»), первая собственная разработка данного завода и первый настоящий его фургон.
По причине зависимости РАФ от ЕрАЗ, при которой последний поставлял в Ригу элементы кузова для выпуска прежней модели (977), и первоначально побочном характере производства в Ереване, новый автомобиль поначалу был задержан к постановке на конвейер — как минимум до старта выпуска кузова следующего поколения у Рижской автобусной фабрики (2203), а позднее и вовсе перестал рассматриваться к производству. Таким образом он не попал вовремя в серийное производство в 1970-х годах, а вместо этого выпускался с середины 1990-х до прекращения существования завода в начале 2000-х годов; является последней его разработкой.

## История
В то же время, когда было налажено производство кузова микроавтобуса РАФ-977 на заводе в Ереване (изначально создававшемся под производство автопогрузчиков) для использования его в качестве фургона — по своей сути неправильного (ошибочного) замысла, работники новоиспечённого автозавода приступили к созданию уже полноценного кузова типа фургон следующего поколения, который должен был заменить существующий, модели 762. Работа велась под руководством ОГК ЕрАЗ, возглавляемого Юрием Арсеньевичем Симоняном, в сотрудничестве с НАМИ и НИИАТ. Первый изыскательский образец, получивший индекс 763, был создан в 1967 году: он имел рамную конструкцию лонжеронного типа, отдельные кабину и более крупный грузовой кузов ("будку"), кабина была бескапотной. Годом позднее оформился очередной опытный образец — 763А, отличием которого была полукапотная компоновка: это было сделано для устранения одного конструктивного недостатка — перевеса на передней части автомобиля, присущего РАФ-977/ЕрАЗ-762. Также стал единым целым кузов. Автомобиль имел задний ведущий мост и коробку перемены передач от вездеходных моделей УАЗ и двигатель от автомобилей АЗЛК тех лет. Передняя подвеска зависимая, рессорная, имеет конструктивную схожесть с таковой у модели УАЗ-451. Задняя подвеска также рессорная, унифицирована с таковой УАЗ. Двери в отделение для водителя и пассажира — сдвижные. В 1971 году было решено применять двигатели с уместным для легковых автомобилей среднего класса рабочим объёмом, а именно Заволжского моторного завода, поколения ГАЗ-21 (ЗМЗ-24, 402): образец 763Б. 19 октября 1973 года государственной комиссией автомобиль базовой модификации был рекомендован к производству. Ему был присвоен индекс 3730 согласно новой системе обозначений, классификации транспортных средств.
Поскольку завод с определённого времени также имел обязательство изготовления отдельных кузовных элементов для производимого на РАФ кузова микроавтобуса 977 модели, заняться параллельно запуском в производство собственного автомобиля он не мог, так как не располагал для этого достаточными мощностями — даже после расширений и реконструкций. В течение 1970–80 годов периодически выпускались опытно-промышленные предсерийные образцы, изготовленные по обходным технологиям. С 1974 по 1986 годы, на волне всеобщей экспериментальной электрификации легковых автомобилей в СССР, создавались пробные экземпляры фургона на электрической тяге, с электродвигателями ЭДТ-81, мощностью 21 кВт, и аккумуляторной батареей ЭНЖ-200 — модели 3731. А к московской олимпиаде 1980-го года завод выпустил 10 фургонов в исполнении авторефрижератор — модификация 37302, которые были доставлены в Москву для обслуживания данного мероприятия. Они были оснащены термоизоляцией грузового отсека, обеспечивающейся полистирольным пенопластом толщиной 80 мм, обшитым алюминиевым листом. Коэффициент теплоотдачи кузова составлял не более 0.4 Вт/м2х °С. Для создания отрицательной температуры использовалась азотная холодильная установка КВ 1522000. При температуре окружающей среды +40 °С мощности холодильной установки хватало для поддержания в грузовом отсеке температуры от +5 до -10 °С. В 1980-х годах на автомобиль устанавливалась передняя светотехника от автомобилей ВАЗ-2105/2104/2107 и ГАЗ-3102.
Лица, обеспечивающие материальными средствами предприятия, не сочли в своё время выпуск автомобиля этого завода важным, вследствие чего вопрос его постановки на конвейер повисал в воздухе на неопределённый срок. Это привело к задержанию в производстве сильно устаревшего и, к тому же, неподходящего для заявленной цели автомобиля (762 модели) — что, в конечном итоге, привело к краху завода и обретению им дурной славы. В 1985 году в киножурнале «Новости дня» / «Хроника наших дней» №41, в разделе „Навстречу XXVII съезду КПСС. В добрый путь“ сроком перехода производства на выпуск этой модели назывался 1987-й. Лишь в 1995 году, решением руководства завода, на нём стартовало производство данной модели — но, в том числе, в силу сложившихся неблагоприятных экономических условий, оно продлилось недолго.
На данном поколении история развития (эволюции) легковых автофургонов ЕрАЗ и его самого прервалась.

## Модификации
- ЕрАЗ-3731, 3732, 3734 — электромобиль
- ЕрАЗ-37302 — передвижная холодильная установка (авторефрижератор)
- ЕрАЗ-37301 — изотермический
- ЕрАЗ-3945 — передвижной пункт технического контроля (автотранспортных средств) ГАИ
- ЕрАЗ-37307 (опытный образец 1971 г. — 763-4) — «автомобиль-дача», «кемпер»
- ЕрАЗ-37306 — передвижной пункт торговли
- ЕрАЗ-37309 — автомобиль СМП
- ЕрАЗ-3218 (опытный образец 1970 г. — 763В) — микроавтобус